# Charles Ier d'Orléans
Pour les articles homonymes, voir Charles d'Orléans.
 (décembre 2016).
Charles Ier d'Orléans, né à Paris le 24 novembre 1394 et mort à Amboise le 5 janvier 1465, duc d'Orléans et de Valois, est un prince connu surtout pour ses œuvres poétiques écrites lors de sa longue captivité anglaise à la suite de la bataille d'Azincourt. Il est le fils de Louis Ier, duc d'Orléans (le frère du roi de France Charles VI), et de Valentine Visconti (1368-1408), fille du duc de Milan. Il est le père du roi de France Louis XII.

## Biographie
Charles d'Orléans est né en 1394 à l'hôtel royal Saint-Pol. Il est le petit-fils de Charles V et appartient à la branche royale des Valois. Le 29 juin 1406, Charles d'Orléans épouse la veuve de Richard II d'Angleterre, sa cousine germaine, Isabelle de Valois (17 ans), fille du roi Charles VI, qui trois ans plus tard meurt en couches.

### Chef du parti Armagnac
Le 23 novembre 1407, son père, Louis d'Orléans, est assassiné sur ordre de Jean sans Peur, duc de Bourgogne. Sa mère Valentine Visconti, fille du duc de Milan, meurt à son tour peu de temps après. Charles d'Orléans est donc placé à l'âge de treize ans à la tête d'un parti et devient chef de la féodalité française.
En 1410, Charles se remarie avec Bonne d'Armagnac, la fille du comte Bernard VII d'Armagnac, grand féodal du Sud-Ouest. Cette union scelle une alliance politique entre les maisons d'Orléans et d'Armagnac, avec le soutien du duc de Bourbon, du duc de Berry et celui du comte d'Alençon, il devient un véritable chef de guerre.

### Fait prisonnier à la bataille d'Azincourt (1415)

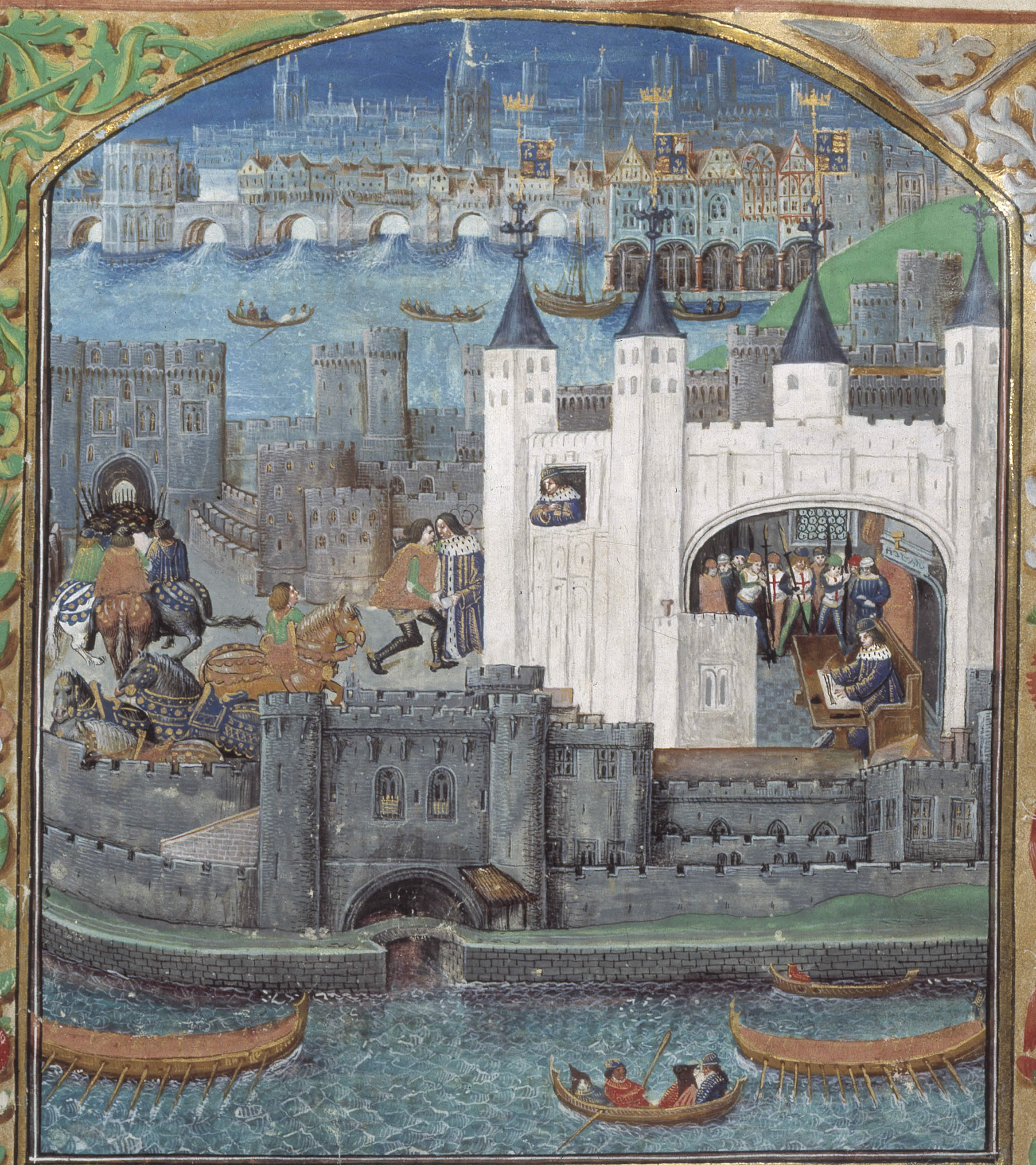
Charles d'Orléans prisonnier dans la tour de Londres (British Library, MS Royal, 16 73).

En 1415, à la bataille d'Azincourt, Charles mène les armées royales contre Henri V d'Angleterre faisant retraite dans le Nord de la France. L'affrontement est un désastre, la chevalerie française est battue, plus de 6 000 morts et un millier de chevaliers faits prisonniers, dont Charles d'Orléans et Jean Ier de Bourbon. Il est emmené en Angleterre, où il restera captif vingt-cinq années pendant lesquelles il rédigera des ballades, des rondeaux, des rondels…
Après la négociation de sa libération par Isabelle de Portugal et le duc Philippe le Bon en 1439 et son retour en France en 1440, Charles épouse à Saint-Omer la nièce de son libérateur, Marie de Clèves, qui est aussi petite-fille de Jean sans Peur, celui qui avait ordonné l'assassinat de son père. Ce mariage scelle la réconciliation des maisons d'Orléans et de Bourgogne. Il devint, par la même occasion, chevalier de l'ordre de la Toison d'Or au chapitre de Saint-Omer.
Après être passé par Paris où il fait lever une taille pour financer sa rançon (qui s'élève à 220 000 écus), il s'installe dans ses châteaux de Blois et de Tours d'où il s'emploie à ramener la paix entre les royaumes de France et d'Angleterre, comme il s'y était engagé auprès de Henri VI : cela aboutit, en mars 1444, à la Trêve de Tours qui met non seulement temporairement fin à la guerre de Cent ans, mais va permettre également, en 1445, la libération de son frère, Jean d'Angoulême qui était prisonnier depuis 1412.
Il réclame également à Filippo Maria Visconti le Comté d'Asti, qui lui revient par sa mère. Le duc de Milan lui promet de respecter ses droits, mais à sa mort différents prétendants se disputent sa succession et c'est le roi d'Aragon qui hérite de son duché. Un conflit s'engage alors entre les troupes de Charles d'Orléans et celles du duché de Milan qui sont menées par Francesco Sforza qui remporte la victoire de Bosco Marengo le 18 octobre 1448. Cette défaite signe la fin de l'activité politique de Charles d'Orléans.

### Poète
Retiré à Blois, il se consacre à la littérature, ouvre un cercle académique qui devient le rendez-vous de tous les beaux esprits. Dans cette arène de poètes sont organisés des tournois littéraires, où le gagnant remporte le prix de la ballade et du rondeau. François Villon y séjourne brièvement en 1458, alors que Marie d'Orléans vient de naître (1457). Le poète salue la naissance de l'enfant comme celle d'un nouveau Christ. En 1462, naît le futur Louis XII, à qui son père, alors âgé de 67 ans, léguera ses prétentions sur l'Astesan, origine première des guerres d'Italie. Naîtra encore, en 1464, Anne, qui deviendra abbesse de Fontevrault.
Il meurt à Amboise dans la nuit du 4 au 5 janvier 1465, âgé de 70 ans, sur le chemin qui le reconduit de Poitiers, alors qu'il vient d'y assister à une assemblée des princes du sang et des grands féodaux. Il est inhumé à Blois, en l'église du Saint-Sauveur. Le 21 février 1505, ses restes sont transférés au couvent des Célestins de Paris (avec ceux de sa famille) par son fils, le roi Louis XII.

## Mariages et descendance
Charles d'Orléans avait contracté trois alliances.
De sa première femme, sa cousine germaine Isabelle de Valois (1389-1409), qui meurt en couches, il a une fille unique, Jeanne (13 septembre 1409, Blois † 19 mai 1432, Angers), qui épouse Jean II, duc d'Alençon, sans enfants.
De la deuxième, Bonne d'Armagnac (1395- c. 1430-1435), il n'a pas d'enfants puisqu'il aura passé l'essentiel de leur union en captivité (1415-1440), avec une libération obtenue alors que Bonne est décédée au moins 5 ans auparavant.
La troisième, Marie de Clèves (1426-1487), qu'il épouse en 1440, met au monde :
- Marie (1457-1493), mariée à Jean de Foix ;
- Louis (1462-1515), duc d'Orléans puis roi de France en 1498 sous le nom de Louis XII, épouse en 1476 Jeanne de France (annulé en 1498), ensuite Anne de Bretagne et enfin Marie Tudor ;
- Anne (1464-1491), abbesse de Fontevraud.

## Contexte

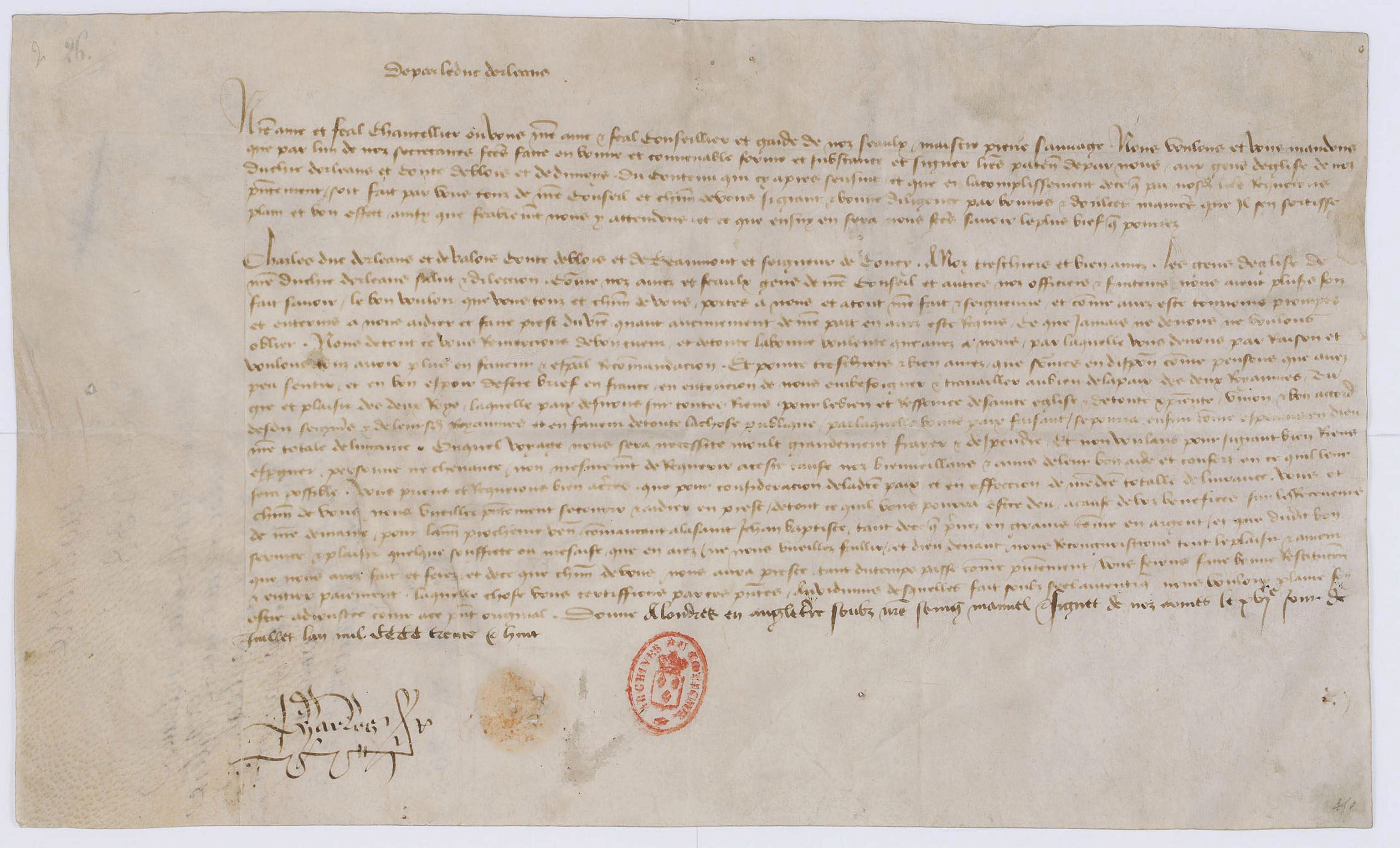
Lettre de Charles d’Orléans, prisonnier en Angleterre depuis la bataille d'Azincourt, adressée le 16 juillet 1438 aux ecclésiastiques vivant sur ses domaines pour leur demander de lui prêter le revenu de leurs bénéfices pendant un an, afin de participer au financement de sa libération. Archives nationales AE/II/450.

### Contexte historique

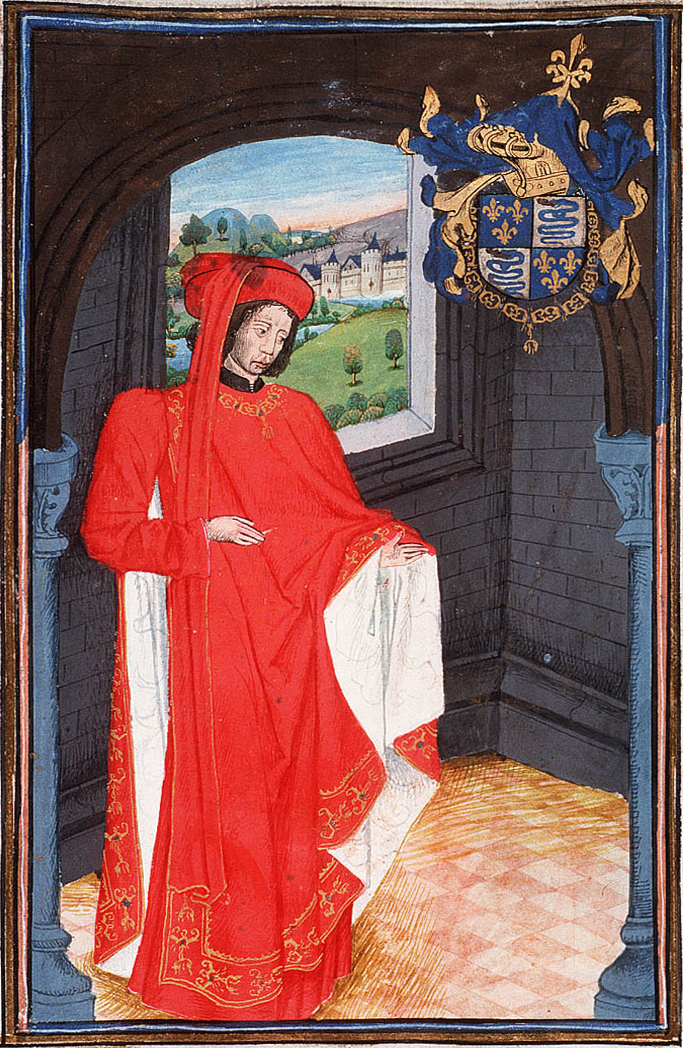
Le duc Charles d'Orléans en habit de chevalier de l'ordre de la Toison d'or.

Charles d'Orléans est un des acteurs de la guerre de Cent Ans qui oppose, de 1337 à 1453, la dynastie des Plantagenêt à celle de Valois à travers le royaume de France et celui d'Angleterre. C'est durant cette guerre qu'il sera fait prisonnier.
Pendant cette captivité, Charles d'Orléans rédige son livre de Ballades, un ensemble de 123 ballades. Après 22 ans de captivité cependant la lassitude commence à paraître dans son écriture, il se dit « tout rouillé par le Nonchaloir » dans la ballade 72.
Il semble qu'il se soit vengé du roi d'Angleterre et duc de Normandie dans l'un de ses poèmes : Yver vous n'estes qu'un villain. Où il compare sa longue captivité au fait de l'Yver. Mais Yver est également un nom patronymique très répandu en Normandie et désigne le roi d'Angleterre sous la plume de Charles.

### Contexte littéraire
Valentine de Milan, mère de Charles d'Orléans, avait reçu une éducation des plus distinguées, qui lui permit de transmettre son goût pour la poésie à son fils. De plus les parents de Charles étaient passionnés d'art et de lettres. Ils recevaient et protégeaient des poètes comme Eustache Deschamps ou Christine de Pisan. Il est donc en quelque sorte l'héritier de la tradition courtoise des troubadours et trouvères. On peut notamment constater qu'il s'inspire du Roman de la Rose dans ses ballades, car il utilise des figures allégoriques telles que : Mélancolie, Tristesse, Espoir et d'autres.

## Œuvres lyriques
Charles d'Orléans est l'auteur d'une œuvre considérable : 131 chansons, 102 ballades, sept complaintes et pas moins de 400 rondeaux. Il est aussi l'auteur de pièces poétiques en langue anglaise.
Ce sont en partie ses écrits qui permettent de recouper les informations et de reconstituer sa vie par ailleurs bien documentée en raison de son rang social.

### Chansons
La chanson est un récit versifié en décasyllabes relatant des épopées légendaires héroïques mettant en scène guerriers et chevaliers. Celles-ci sont accompagnées de musique, ce qui n'est pas systématique pour les ballades ou les rondeaux. Cependant les chansons de Charles d'Orléans n'ont pas de musique.
Extrait d'une chanson écrite par Charles d'Orléans, dont le thème est le temps qui passe :

« Qui ? Quoy ? comment ? à qui ? pourquoi ?

Passez, presens, ou avenir, 

Quant me viennent en souvenir, 

Mon cueur en pensez n'est pas coy. 

Au fort, plus avant que ne doy, 

Jamais je ne pense en guerir.

Qui ? quoy ? comment ? à qui ? pourquoi ?

Passez, presens, ou avenir,
On s'en peut rapporter à moy

Qui de vivre ay eu beau loisir, 

Pour bien aprendre et retenir,

Assez ay congneu, je m'en croy.

Qui. Quoy ? comment ? à qui ? pourquoi ?

Passez, presens, ou avenir. »

### Rondels et rondeaux
En poésie, le rondel est un poème à forme fixe, construit sur deux rimes et comportant un refrain, à l'instar du rondeau, il est son ancienne appellation. Il est composé le plus souvent de treize vers octosyllabiques, ou décasyllabiques répartis en trois strophes. Le refrain du rondel est formé de ses deux premiers vers, que l'on retrouve à la fin de la deuxième strophe, puis de son premier vers que l'on retrouve à la fin de la troisième strophe. Le rondel connut son apogée entre les XIVe et XVIe siècles.
Un rondeau est un poème à forme fixe de 13 vers de longueur variable et construit sur deux rimes, avec des répétitions obligées. Il est composé sur trois strophes dont les deux dernières reprennent le tout premier hémistiche ; c'est le refrain que l'on retrouve aussi dans la forme de la ballade.
Charles d'Orléans est l'auteur de près de 400 rondeaux.
L'un de ses rondels les plus connus dans l'histoire de la poésie française est Le temps a laissé son manteau :

« Le temps a laissié son manteau

De vent, de froidure et de pluye,

Et s'est vestu de brouderie,

De soleil luyant, cler et beau.
Il n'y a beste, ne oyseau,

Qu'en son jargon ne chant ou crie :

Le temps a laissié son manteau

De vent, de froidure et de pluye.
Rivière, fontaine et ruisseau

Portent, en livrée jolie,

Goutte d'argent, d'orfaverie,

Chascun s'habille de nouveau.

Le temps a laissié son manteau. »

#### Recueil:Rondeaux
- Ce premier jour du mois de may
- Dedens mon Livre de Pensee
- Dieu, qu'il la fait bon regarder
- En faictes vous doubte
- En verrai ge jamais la fin
- En yver, du feu, du feu !
- Fiés vous y !
- J'ayme qui m'ayme, autrement non
- Le temps a laissié son manteau
- Les fourriers d'Eté sont venus
- Ma seule amour…
- Mon cuer, estouppe tes oreilles
- Ne hurtez plus a l'uis de ma pensee
- Ou puis parfont de ma merencolie
- Puis ça, puis la…
- Que me conseillez-vous, mon cœur ?
- Qui ? quoy ? comment ? a qui ? pourquoy ?
- Qui a toutes ses hontes beues
- Vostre bouche dit…
- Yver, vous n'estes qu'un villain
- Quant commenceray a voler

### Ballade
La ballade est une forme fixe du lyrisme courtois de la fin du Moyen Âge composée de trois couplets et d'une demi-strophe appelée envoi, chacune étant terminée par un vers refrain qui rappelle la forme chantée des origines. Les Ballades de Charles d'Orléans pour la plupart ne comportent pas d'envoi.

#### Recueil:Ballades
- Bien moustrez, Printemps gracieux
- En acquittant nostre temps vers jeunesse
- En la forest d'Ennuyeuse Tristesse
- En la forêt de longue attente
- En la nef de bonne nouvelle
- En regardant vers le païs de France
- Escollier de Merencolie
- France, jadis on te soulait nommer
- J'ay fait l'obseque de ma dame
- Je fu en fleur ou temps passé d'enfance
- Je meurs de soif en couste la fontaine
- Je n'ay plus soif, tairie est la fontaine
- Las ! Mort, qui t'a fait si hardie
- Le beau souleil, le jour saint Valentin
- Le lendemain du premier jour de may
- Le premier jour du mois de may
- Mon cueur m'a fait commandement
- Pourquoy m'as tu vendu, Jeunesse
- Quant vint a la prochaine feste
- Le Livre contre tout péché
- La Retenue d'Amours
- Le Songe en complainte
- La Départie d'Amour
- Hiver vous n'êtes qu'un vilain
- En la forêt de longue attente

Gallimard, Poésie NRF, 2001  (ISBN 978-2-07-032795-9)

### Répertoire bibliographique
- (en) Edith Yenal, Charles d'Orléans : A Bibliography of Primary and Secondary Sources, New York, AMS Press, coll. « AMS Studies in the Middle Ages » (no 6), 1984, 103 p. (ISBN 978-0-404-61436-2, présentation en ligne).

### Principales éditions des œuvres de Charles d'Orléans
- Poésies complètes, revues sur les manuscrits avec préface, notes et glossaire par Charles d'Héricault, 2 tomes, Paris, Ernest Flammarion, 1915 ; texte disponible sur wikisource.
- Ballades et rondeaux, Paris, Le Livre de Poche, collection « Lettres gothiques », 1992.
- En la forêt de longue attente et autres poèmes, édition bilingue de Gérard Gros, Paris, Gallimard, collection « Poésie / Gallimard », 2001.  (ISBN 978-2070327959)
- Poésies, tome 1, La Retenue d'amour. Ballades, chansons, complaintes et caroles éditées par Pierre Champion, Paris, Honoré Champion, collection « Classiques français du Moyen Âge », 2010.
- Le Livre d'Amis : Poésies à la cour de Blois (1440-1465), édition bilingue, publication, traduction, présentation et notes de Virginie Minet-Mahy et Jean-Claude Mühlethaler, Paris, Honoré Champion, collection « Champion Classiques Moyen Âge », 2010.
- Recueil : Chansons (1428)

### Études historiques et littéraires
- Lucien Merlet, membre correspondant de l'Institut, Poètes beaucerons antérieurs au XIXe siècle, tome deuxième, Chartres, imprimerie Durand, rue Fulbert, 1894, 6 novembre 1887, 310 p. (BNF 30931101), p. 239-244, lire en ligne sur Gallica ;

- Pierre Champion, La vie de Charles d'Orléans, 1394-1465, Paris, Honoré Champion, coll. « Bibliothèque du XVe siècle » (no 13), 1911, XV-717 p. (présentation en ligne, lire en ligne) ;

- Gilbert Ouy, « À propos des manuscrits autographes de Charles d'Orléans identifiés en 1955 à la Bibliothèque nationale : hypothèse “ingénieuse” ou certitude scientifique ? », Bibliothèque de l'École des chartes, Paris, Librairie Marcel Didier, t. 118,‎ 1960, p. 179-188 (lire en ligne) ;

- Gert Pinkernell, « François Villon et Charles d'Orléans (1457 à 1461). D'après les Poésies diverses de Villon ». Studia Romanica, vol. 79., Winter, Heidelberg 1992,  (ISBN 3-533-04526-9) ;

- Jacques Drillon, Charles d'Orléans ou Le génie mélancolique, Paris, Jean-Claude Lattès, 1993 (rééd. lulu.com).

- Claudio Galderisi, Le Lexique de Charles d'Orléans dans les Rondeaux, Genève, Droz, 1993, 277 p. Extraits en ligne ;

- Claudio Galderisi, Charles d'Orléans : « Plus dire que penser », Bari, Adriatica Editrice, 1994, 128 p. ;

- (en) Mary-Jo Arn (dir.), Charles d'Orléans in England, 1415-1440, Cambridge, Boydell & Brewer, 2000, X-231 p. (ISBN 0-85991-580-8, présentation en ligne) ;

- Claudio Galderisi, En regardant vers le païs de France : Charles d'Orléans, une poésie des présents, Orléans, Paradigme, coll. « Medievalia » (no 59), 2007, 218 p. (ISBN 978-2-86878-261-8, présentation en ligne) ;

- Thierry Martin, Poésie homosexuelle en jobelin, de Charles d'Orléans à Rabelais, anthologie bilingue, QuestionDeGenre/GKC, 2007 ;

- (en) Mary-Jo Arn, The Poet's Notebook : The Personal Manuscript of Charles d'Orléans (Paris, BnF Ms Fr. 25458), Turnhout, Brepols, coll. « Texts and Transitions : Studies in the History of Manuscripts and Printed Books » (no 3), 2008, XXII-200 p. (ISBN 978-2-503-52070-4, présentation en ligne), [présentation en ligne], [présentation en ligne] ;

- Jean-Claude Mühlethaler, Charles d'Orléans, un lyrisme entre Moyen Âge et modernité, Paris, Classiques Garnier, coll. « Recherches littéraires médiévales » (no 3), 2010, 246 p. (ISBN 978-2-8124-0182-4, présentation en ligne) ;

- Claudio Galderisi, Charles d'Orléans, Paris-Rome, Memini, « Bibliographie des écrivains français », 2012, 174 p. ;

- Xavier Hélary, « ORLÉANS Charles duc d' (1394-1465) », dans Philippe Contamine, Olivier Bouzy et Xavier Hélary, Jeanne d'Arc. Histoire et dictionnaire, Paris, Robert Laffont, coll. « Bouquins », 2012, 1214 p. (ISBN 978-2-221-10929-8), p. 893-894.

### Littérature
- Hella S. Haasse et traduit du néerlandais par Anne-Marie de Both-Diez, En la forêt de longue attente le roman de Charles d'Orléans, Paris, Éd. du Seuil, 2007 (ISBN 978-2-02-093624-8, OCLC 758642630).

### Musique
De nombreux compositeurs ont été inspirés par la poésie de Charles d'Orléans, en voici quelques-uns :
- Gille Binchois, Mon cher chant, Va tost, mon amoureux désir
- Le Renouveau op. 1 no 1, musique de Charles Koechlin (1890 - 1894)
- Deux Chansons et Trois Chansons mises en musique par Claude Debussy (respectivement 1904 et 1908)
- Les Fourriers d'été, Comment se peut-il faire ainsi, Un loyal cœur (Chansons et Madrigaux - 1907) ; Quand je fus pris au pavillon, Je me mets en votre mercy, Gardez le trait de la fenêtre (Rondels - 1899), musique de Reynaldo Hahn
- En regardant ces belles fleurs, pour chant et piano, de André Caplet (1914)
- Le Temps nouveau, musique de Camille Saint-Saëns (1921)
- Yver vous n'estes qu'un vilain, musique de Guy Ropartz (1926)
- Une prière pour la Paix, musique de Francis Poulenc (1938)
- Rondeau op. 9 pour soprano, musique de Gérard Frasca (1947)
- Le temps a laissé son manteau, Michel Polnareff (1968)
- Rondel, musique de Petr Eben (1992)
- Printemps, musique de Jean-Louis Petit (2018)
- Ma seule amour, musique de Laurent Voulzy sur l'album Lys and Love (2011)

### Postérité
- Ses poèmes ont été enluminés par Henri Matisse[6].
- Une citation de lui est en exergue du roman La Carte et le Territoire de Michel Houellebecq, prix Goncourt.